# Leggenda di Keret
La Leggenda di Keret, nota anche come Epopea di Keret, è un poema epico canaanita risalente al Tardo Bronzo (circa 1500-1200 a.C.).

## Descrizione
Inciso in caratteri cuneiformi ugaritici, racconta la storia della quasi estinzione della casa reale hurrita di Keret, o Kirta. Tutti i figli del re sono morti e sua moglie è "dipartita". In un sogno, il dio creatore El consiglia al re Keret di chiedere aiuto dal dio della pioggia, Baal, e quindi organizzare una spedizione per trovare una nuova moglie. Il re viaggiò a lungo e sulla strada giunse al santuario della Dea Madre Asherah. Entrato nel tempio fece voto di donare alla dea una statua d'oro se lo avesse aiutato a trovare una nuova moglie degna di un re. Keret trova così una moglie e ha diversi figli, ma si dimentica la sua promessa ad Asherah. La dea Asherah, offesa, punisce Keret con una malattia debilitante, ma il dio El torna ancora una volta in suo soccorso e lo guarisce. I suoi figli sono felici di vederlo ristabilito e di nuovo sul trono, tutti a parte il figlio maggiore, Yassib, che aveva guadagnato popolarità, mentre Keret era malato. Yassib tenta così di usurpare il trono ma il colpo di stato fallisce e Keret lo maledirà.
Le tavolette di argilla contenenti il testo della Leggenda sono state rinvenute nel 1930–31 da un gruppo di archeologi francesi a Ugarit (l'attuale Ras Shamra, رأس شمره in arabo, o promontorio del finocchio; 35°35´N; 35°45´E), pochi chilometri a nord della città moderna di Latakia in Siria.